# Muerte súbita (deporte)
Se conoce como muerte súbita en un deporte a un sistema de desempate por medio del cual el primer contrincante que logre un objetivo gana el encuentro, lo que da lugar a la eliminación del vencido.

## Muerte súbita en fútbol
Conocido en ese ámbito como gol de oro, era, junto con el gol de plata (método empleado solo por la UEFA, entre 2002 y 2004), un recurso de desempate cuando, en una eliminatoria, dos equipos se encontraban igualados al finalizar el tiempo regular.
Tras ser implementado a partir de 1994, el método fue abolido por la International Football Association Board, después de solo diez años, dado su carácter controversial. No obstante en el antepenúltimo partido para las Eliminatorias para la Copa Mundial de Fútbol de Catar 2022, ha sido vuelto a usar en los penalties, debido a que no se logró el desempate por más de 120 minutos.

## Muerte súbita en polo
Se conoce como muerte súbita al último recurso de desempate cuando en una eliminatoria dos equipos se encuentran igualados al final del tiempo regular.
Se procederá a jugar un chukker suplementario, gana el equipo que realiza el primer tanto.

## Muerte súbita en tenis
Para ganar un set, uno de los jugadores (o parejas) ha de llegar a seis juegos, pero con una ventaja mínima de dos frente al otro jugador, de modo que si un jugador ha ganado seis juegos frente a cinco del otro jugador, el partido continuará hasta que uno de ellos consiga la diferencia de dos juegos. Sin embargo, en caso de llegarse a un empate a seis juegos, y con objeto de que el partido no se prolongue demasiado, se recurre a la "muerte súbita", conocida en tenis como tie-break o juego de desempate. En este sistema comienza sacando el jugador que debería hacerlo en el siguiente juego, pero solo lo hace una vez. Tras la consecución del primer punto, el servicio pasa entonces al rival, quien saca dos veces seguidas, y a partir de este momento cada jugador sirve dos veces, alternándose, hasta que uno de ellos alcance siete puntos, pero con una diferencia mínima de dos. De no ser así, el juego continúa hasta que uno de los dos contendientes logre dicha diferencia, ganando entonces el set. En los partidos de dobles de determinados torneos, en caso de llegarse a la disputa de un tercer set este se sustituye por un desempate a diez puntos en lugar de siete, lo que se conoce como supertiebreak.

## Muerte súbita en fútbol americano
En fútbol americano, cuando los dos equipos llegan empatados al final del partido, ha de jugarse la prórroga, que finaliza cuando uno de los dos equipos realiza una anotación, bien puede ser un touchdown, bien puede ser un gol de campo o un safety. Normalmente suele ser esto último, ya que no son importantes los puntos conseguidos sino la facilidad para convertirlos. En general, equipos tendrán una posesión para anotarse, y quien se anota un touchdown o safety primero, el juego se termine. Pero si ambos equipos todavía están empatados después de esto, la prórroga se extiende por el resto del periodo hasta que alguien anota. En la temporada regular, desde 2017, habrá una prórroga de 10 minutos; sin embargo, en los playoffs, los siguientes prórrogas son muertes súbitas de 15 minutos.

## Muerte súbita en la lucha libre
En la lucha libre, esto solo se da en los combates IronMan que quedan en empate. Si después de concluir el tiempo no se ha llegado a la victoria de uno de los dos luchadores, existe la opción de continuar el combate hasta que uno de los dos consiga la victoria. Es este caso, sería proclamado ganador del combate. Esto sucedió en WrestleMania XII, cuando Shawn Michaels derrotó a Bret Hart en 1:02:52 y en Roadblock, cuando Charlotte Flair derrotó a Sasha Banks en 34:45.

## Muerte súbita en hockey sobre hielo
En el hockey sobre hielo, cuando los dos equipos llegan empatados al final de partido, un período de prórroga es jugado; este período termina cuando un equipo anota un gol. En la pretemporada y la temporada regular, un período de 5 minutos es jugado con tres jugadores por cada equipo desde octubre de 2013. La NHL introdujo el período extra en la temporada regular en octubre de 1983, pero hubo cinco jugadores por cada equipo (que fue reducido a cuatro jugadores en octubre de 2000). En julio de 2005 la NHL anunció la implementación de una tanda de penaltis que fue iniciada en octubre del mismo año; antes del cierre patronal de la NHL de 2004–05, un partido terminaba en empate si no había un gol en el período extra. 
En la postemporada, el período extra tiene una duración de 20 minutos, y es jugado con cinco jugadores por equipo; los siguientes períodos son muertes súbitas de 20 minutos. Sin embargo, en los partidos de la IIHF, una tanda es jugado después solamente un período extra.

## Muerte súbita en rugby
Es una metodología de desempate utilizada en el rugby para definir un ganador, si el resultado estuviere empatado a la finalización de los tiempos suplementarios. Después de un intervalo de 5 minutos, se jugará una prórroga adicional de 10 minutos como máximo. Durante este período el primer equipo que marque puntos, por cualquier vía, será declarado ganador.